# Parva e il principe Shiva
Parva e il principe Shiva (La légende de Parva) è un film d'animazione del 2003 diretto da Jean Cubaud.
Produzione franco-italiana ispirata al fumetto erotico Le Kama Sutra di Milo Manara.

## Trama
Parva è una diciassettenne nata durante la collisione con la Terra di un blocco di zaffiro. Dopo questo inaspettato evento, Parva riceve un raggio magico, che la lega al principe della fantomatica Isola di Kiam nel Golfo del Bengala, Shiva. Durante una sera come le altre, la ragazza trova un cagnolino, che addotta fin da subito e deciderà di chiamare Indra. Parva, tuttavia, scopre che il Principe è prigioniero del tiranno usurpatore Malaw; insieme a Lula, la sua migliore amica nonché compagna di scuola, dovrà, quindi, recarsi a Kiam per salvare la vita al principe e sconfiggere Malaw.